# Tresmil

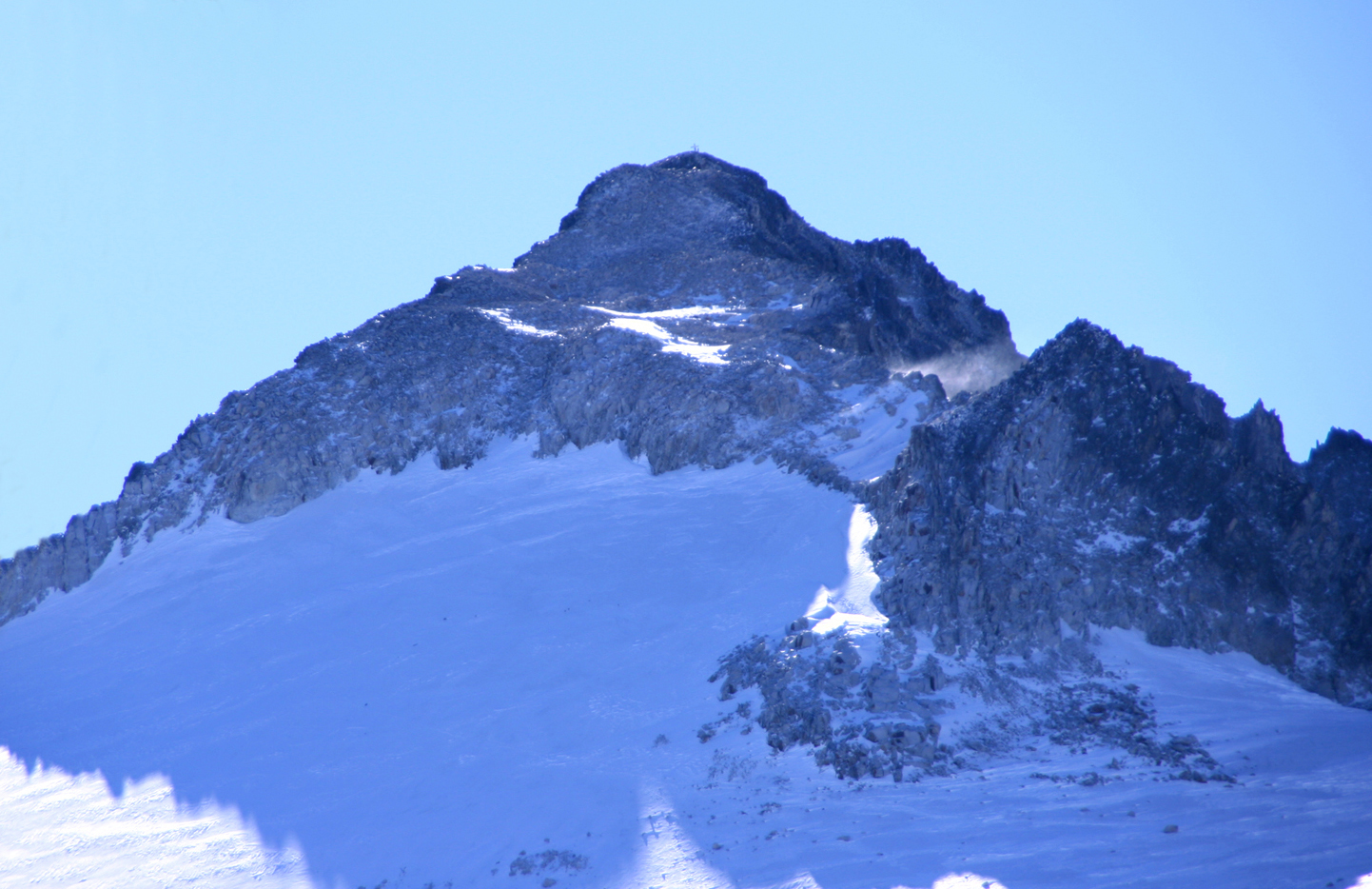
El Aneto, el tresmil más alto del Pirineo.

En montañismo, un tresmil (dado que no es un término normalizado, también se suele escribir tres mil o tres mil) es una cumbre que tiene una altura mínima de 3000 metros sobre el nivel del mar, pero que no llega a los 4000 m s. n. m.. El término se suele aplicar casi exclusivamente a las cumbres de los Pirineos (España, Francia y Andorra) y de Sierra Nevada (España), puesto que en estas cordilleras no hay ninguna cumbre que llegue a los 4000 m y, por lo tanto, los tresmiles  son las cumbres más altas. En cambio, al hablar de otras cordilleras con cumbres de más altitud se suelen utilizar otras cotas: en el Himalaya por ejemplo, se suele utilizar como mayores altitudes la referencia 8000 m  y por lo tanto se habla de "ochomiles", o de cuatromiles en los Alpes.

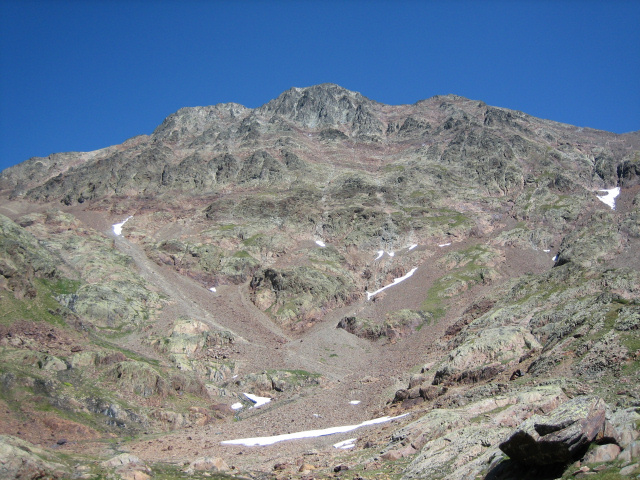
La Pica d'Estats, el tresmil más alto de Cataluña.

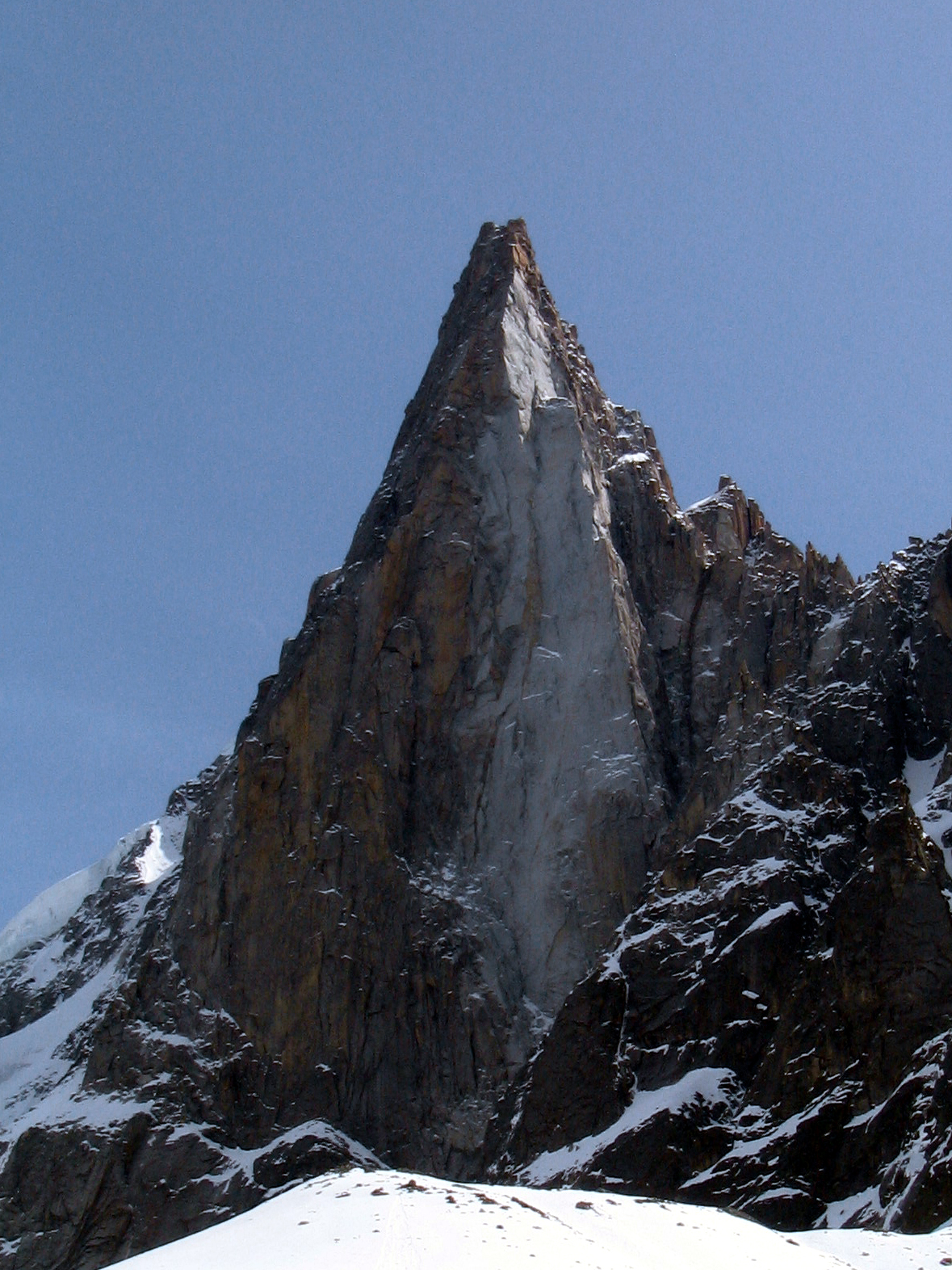
Los Drus, en los Alpes franceses.

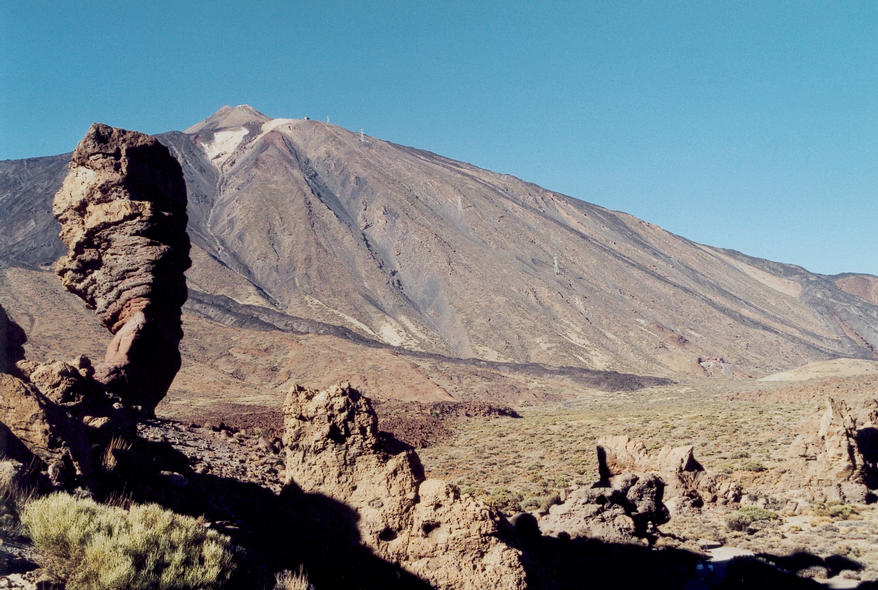
El Teide, en las Islas Canarias.

Aparte de la altitud, hay que decidir si contar sólo las cumbres principales, de forma que si muy cerca de un tresmil hay otro pico secundario, este último no se tiene en cuenta. El problema es también definir qué es una «cumbre secundaria»; Juan Buyse y sus colaboradores, en su libro Los tresmiles del Pirineo, establecieron una prominencia mínima para los Pirineos de 10 metros para hacer tal distinción; en cambio, en los cuatromiles de los Alpes se suele utilizar una prominencia mínima de 30 m. Hay que tener en cuenta también la determinación de la altitud de las cumbres, puesto que, a menudo, hay diferencias considerables en la altitud de una cumbre según las fuentes topográficas, e incluso en mapas diferentes de una misma fuente, de forma que una cumbre determinada puede ser un tresmil según unos mapas y no serlo según otros. Por otro lado, nombres diferentes del mismo pico según la fuente complican todavía más el tema.

## Los tresmiles de los Pirineos
Atendida la disparidad de criterios, un boletín de la Unión Excursionista de Cataluña (UEC) del año 1935 incluía solamente 39 tresmiles en el Pirineo, y se  han realizado listas, con un número de tresmiles muy variable, que han ido apareciendo en los boletines de numerosas entidades excursionistas y revistas del ramo.
La lista confeccionada finalmente por el equipo de Buyse, con 212 cumbres (129 de principales y 83 de secundarias), fue reconocida el 1995 por la Unión Internacional de Asociaciones de Alpinismo (UIAA) y aceptada por muchos montañeros del Pirineo. Esta relación se considera, pues, la lista oficial de tresmiles del Pirineo, aunque no todo el mundo la reconoce por no encontrar adecuados los criterios seguidos. Posteriormente se ha reivindicado una 213.ª cumbre, Torre Cordier, de 3050 m, en el macizo de la Maladeta, en Benasque, Ribagorza, propuesto el 2004 por el catalán Tòfol Tobal, del Centro Excursionista de Cataluña, y cartografiado por primera vez el mayo de 2005.
Todos los tresmiles pirenaicos se encuentran en la parte central de la cordillera; el pico más occidental es el Frondella Occidental o Frondella SW (3.004 m), en Sallent de Gállego (Huesca), y el más oriental, el Montcalm (3078 m), en la Arieja (Francia), muy cercano a la Pica d'Estats, separados los dos por unos 140 km.
Algunos de los tresmiles pirenaicos más conocidos son el Aneto (el más alto de los Pirineo), la Pica de Estados, Monte Perdido, el Viñamala...
Varios montañeros han realizado la ascensión a las 212 cumbres. En 2008, la Federación de Entidades Excursionistas de Cataluña (FEEC) decidió constituir en su web un registro de miembros de entidades federadas que hayan completado la ascensión de todos los tresmiles de la cordillera pirenaica.

## Otros tresmiles
- En Sierra Nevada hay una cincuentena de tresmiels, encabezados por el Mulhacén (3.483 m), el Veleta (3.394 m) y la Alcazaba (3.371 m).[4]
- En las Canarias, el Teide (3.717 m) y el Pico Viejo (3.135 m), además de varias cumbres secundarias de este último entre los 3.018 y los 3.117 m.

Hay otros muchos tresmiles en el mundo, pero en muchos casos quedan “eclipsados” por la presencia de cumbres cercanas mucho más altas. Como por ejemplo, la cumbre más alta de los Andes, el Aconcagua (6.962 m s. n. m.), por lo que las cumbres de mayor altitud atraen la atención de guías y turistas.